# Sapor Sacanxa

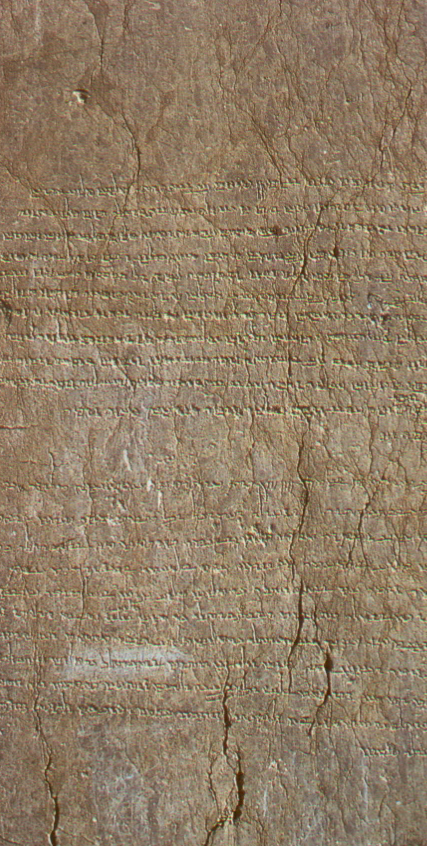
La inscripció de Sapor Sakanxa al Tachara, antic palau de Darios el Gran.

Sapor "Sacanxa" va ser un príncep sassànida que va servir com a governador de Sacastene sota el seu germà rei (xa) Sapor II (r. 309–379).

## Biografia
Sapor va servir com a governador de la província de Sacastene, ben lluny de la cort imperial a Ctesifont, lloc que havia estat des de la conquesta per part d'Artaxerxes I (regnat del 224 al 240) una zona difícil de controlar per als sassànides. Conseqüentment la província havia estat funcionant des dels seus primers temps com un regne vassall, governat per prínceps de la família sassànida que ostentaven el títol de sacanxa ("rei dels saces o sakes"). Tot i això soldats nadius de Sacastene havien ajudat a Sapor II en les seues guerres contra els romans, perquè probablement eren mercenaris, i a més la província continuava estant relativament descentralitzada. El 311 mentre Sapor viatjava de Sacastene a Istakhr, una ciutat a Pars, ell es va aturar a les ruïnes de l'antiga capital aquemènida de Persèpolis i va fer gravar una inscripció al Tachara; l'antic palau de Darios el Gran.